# إيرني فريمان
إيرني فريمان (بالإنجليزية: Ernie Freeman)‏ هو عازف بيانو وكاتب أغاني أمريكي، ولد في 16 أغسطس 1922 في كليفلاند في الولايات المتحدة، وتوفي في 16 مايو 1981 في لوس أنجلوس في الولايات المتحدة.

## وصلات خارجية
- إيرني فريمان على موقع IMDb (الإنجليزية)
- إيرني فريمان على موقع ميوزك برينز (الإنجليزية)
- إيرني فريمان على موقع أول ميوزيك (الإنجليزية)
- إيرني فريمان على موقع ديسكوغز (الإنجليزية)